# Forskalia formosa
Forskalia formosa is een hydroïdpoliep uit de familie Forskaliidae. De poliep komt uit het geslacht Forskalia. Forskalia formosa werd in 1860 voor het eerst wetenschappelijk beschreven door Keferstein & Ehlers. 